# Tarano
Tarano är en ort och kommun i provinsen Rieti i regionen Lazio i Italien. Kommunen hade 1 420 invånare (2018).